# Уинтер, Грег
Сэр Грегори Пол Уинтер (Gregory Paul Winter; род. 14 апреля 1951, Лестер) — британский биохимик и биотехнолог, специалист по белковой инженерии.
Лауреат Нобелевской премии по химии за 2018 год.
Профессор Кембриджского университета, член Лондонского королевского общества (1990) и Академии медицинских наук Великобритании (2006).
Рыцарь-бакалавр с 2004 года.
В 2012—2019 годах глава кембриджского Тринити-колледжа.

## Биография
Вырос в Западной Африке. Окончил кембриджский Тринити-колледж (1973). В 1976 году в Кембридже получил степень доктора философии. Являлся постдоком в Имперском колледже Лондона и Институте генетики Кембриджа. Его исследовательская карьера прошла главным образом в Laboratory of Molecular Biology, куда он поступил в 1981 году и где он заведовал отделом (1994—2006) и являлся заместителем директора (2006—2011), и в Centre for Protein Engineering, где он был заместителем директора (1990—2010). В Кембридже он основал три биотехнологические компании: Cambridge Antibody Technology (1989, в 2006 г. приобретена AstraZeneca), Domantis (2000, приобретена GlaxoSmithKline), Bicycle Therapeutics (2009). В последней он в настоящее время состоит неисполнительным директором. Попечитель Newton Trust, Cambridge Commonwealth Trust, Cambridge Overseas Trust, Kennedy Trust for Rheumatology Research.
Член консультативной группы Cambridge Innovation Capital.
Старший редактор журнала Protein Engineering, Design and Selection, член редколлегии European Journal of Immunology.
Член EMBO (1987) и Australian Academy of Technological Sciences and Engineering (2002).
Почётный фелло Королевского колледжа врачей.

## Награды
- Colworth Medal[англ.] Биохимического общества (1986)
- Louis-Jeantet Prize for Medicine[англ.] одноименного фонда (1989)
- Emil-von-Behring-Preis[нем.] Марбургского университета (1990)
- Премия Шееле Шведской академии фармацевтических наук (1994)
- Международная премия короля Фейсала (1995)
- Командор ордена Британской империи (1997)
- Премия Вильяма Коли Института исследований рака (1999)
- Gabbay Award[англ.] одноименного фонда (2002)
- Королевская медаль Лондонского королевского общества (2011)
- Премия принцессы Астурийской (2012)
- Millennium Medal (2013), наипрестижнейшая награда Совета по медицинским исследованиям (MRC[англ.])
- Международная премия Гайрднера (2013)
- Медаль Вильгельма Экснера одноименного фонда (2015)
- Prince Mahidol Award[англ.] (2016)
- Нобелевская премия по химии (2018) (1/4 премии)
- Медаль Копли (2024)